# Madonna col Bambino e i santi Giovanni Battista e Girolamo
La Madonna col Bambino e santi Giovanni Battista e Gerolamo è un dipinto olio su tela di Andrea Previtali detto Cordeaghi realizzato il 1523 e conservato nella chiesa parrocchiale di Locatello dedicata all'Assunzione di Maria. 

## Storia
La chiesa di Locatello è la più antica della Valle Imagna, testimoniata la sua presenza già dal X secolo. Fu poi più volte rimaneggiata e ampliata. Conserva molte opere d'arte tra le quali come pala d'altare il grande dipinto di Andrea Previtali, pittore di origine bergamasca ma trasferitosi in tenera età con la famiglia a Venezia dove commerciava in corde e aghi, da qui il suo soprannome.
Il dipinto fu realizzato dal Previtali nel primo ventennio del Cinquecento, in quel periodo che vide il territorio bergamasco raggiunto dall'arte rinnovativa di Lorenzo Lotto che creò non poche difficoltà al Previtali obbligandolo a modificare le sue raffigurazioni tradizionali per conformarsi alle nuove tendenze.
Nei restauri eseguiti nel XIX secolo fu rinvenuta la scritta EX PECUNIA NOBILIUM DOMINORUM BERNARDI ET VITALIS FRATRUM NATORUM QUONDAM GOTHOFREDI DE LOCATELLIS –ANDREAS PREVITALIS PINXIT MDXXIII dichiarazione che indicherebbe la commissione del dipinto dei nobili Bernardo e Vitale figli di Goffredo dei Locatelli, 1523. La tela era allora ospitata nell'altare dedicato alla Madonna delle Grazie.

## Descrizione e stile
Il dipinto è una sacra conversazione. La Madonna è posta al centro, assisa e avvolta in un manto azzurro dove spuntano le vesti dorate e rosse. Sul capo un velo bianco le incornicia il volto. Tiene lo sguardo lontano, quasi estraniato dall'evento. Tiene tra le braccia il Bambino che si regge sulle sue ginocchia ed è volto verso san Gerolamo con atteggiamento benedicente. Questo raffigurato nell'iconografia tradizionale, come un uomo dalla lunga barba bianca, con indosso abiti strappati riportandolo al suo periodo di eremita, anche se ai suoi piedi è dipinto il galero cardinalizio. Il santo pare non aver alcun interesse verso gli onori che ha ricevuto dai terreni, ma con il crocifisso stretto tra le mani si volge in adorazione del Bambino. Sul lato destro della Madonna è dipinta l'immagine di san Giovanni Battista che indossa un abito di peli di cammello intrecciati, riconducendolo al tempo in cui visse la vita ascetica. Tiene un bastone dove si avvolge un cartiglio con la scritta Ecce agnus Dei. Lo sguardo del Battista è rivolto all'osservatore indicando la sola via per la salvezza.

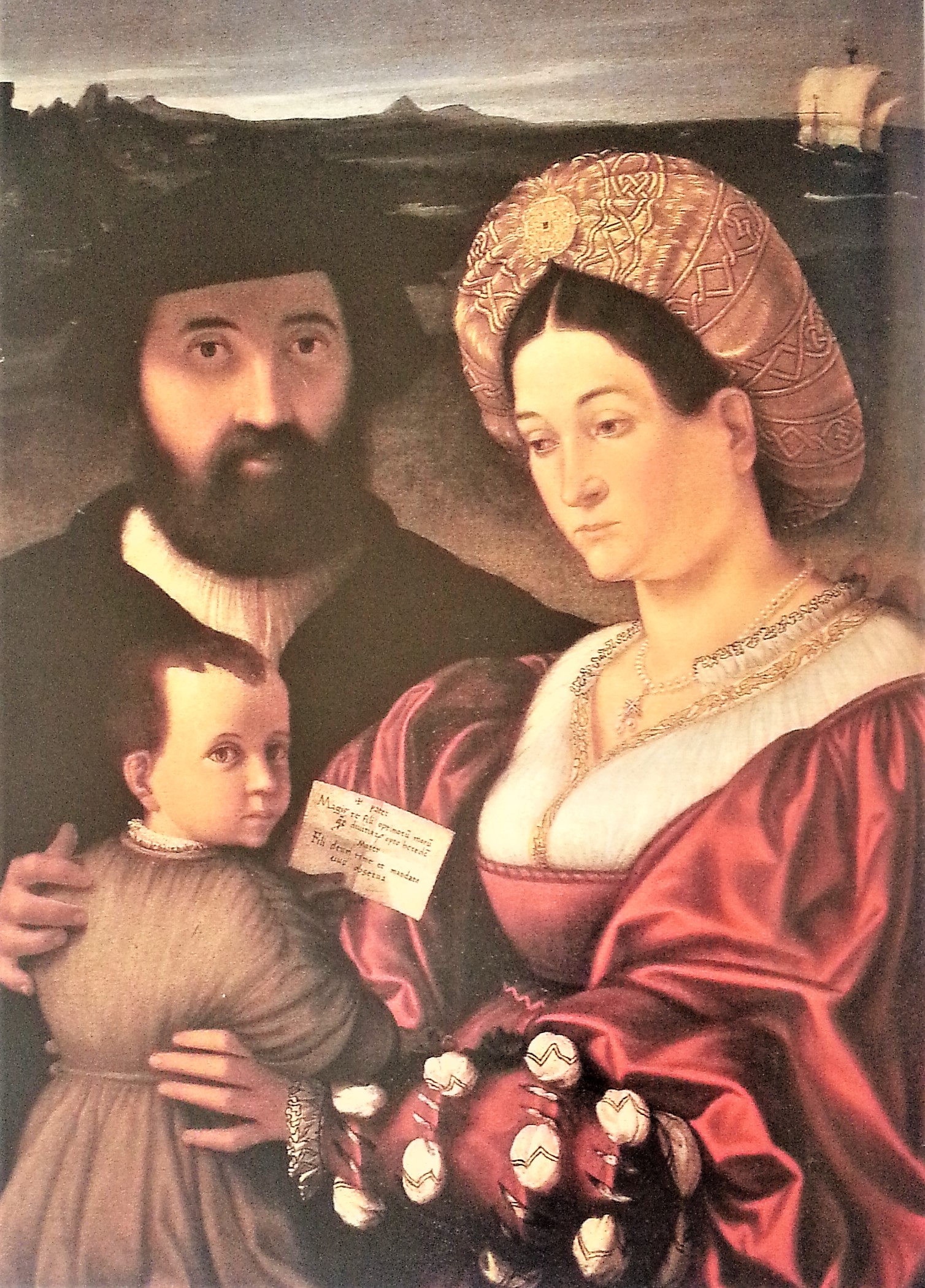
Ritratto di famiglia -Andrea Previtali

Il dipinto presenta una particolarità nella raffigurazione del paesaggio dove l'artista propone la sua esperienza leonardesca. I personaggi sono inseriti in un ambiente esterno, dietro la Vergine è raffigurata una collina dove è dipinta una grande pianta mentre da lontano si vede il Brembo e il ponte ad archi che lo attraversa e che vorrebbe riproporre il ponte sul castello di Lemine che fu però distrutto precedentemente, nel 1443, e il castello di Lemine che però storicamente era posto a destra del fiume Brembo ma di cui si confermano la forma rotonda dagli scavi archeologici, esattamente come dipinto dall'artista,  mentre in lontananza il mare e una nave veneziana che si avvicina alla baia. Il Previtali quindi ripropone una forma studiata dal Leonardo, con la raffigurazione a specchio, detta in variantis quindi il dipinto, nella raffigurazione del paesaggio, è da vedersi riflesso per cogliere l'esatta posizione degli elementi. 
La raffigurazione di un'imbarcazione veneziana era stata già ripresa dal Previtali nel dipinto Ritratto di famiglia conservato a Bergamo collezione conte Moroni. Da lontano si scorge un vecchio con la folta barba bianca e con bastone e la cinta senese identificabile in sant'Antonio Abate.